# Saverio Masi
Saverio Masi (Piana dei Greci, 20 dicembre 1855 – Palermo, 30 ottobre 1910) è stato un politico italiano.

## Biografia
Laureatosi in giurisprudenza, svolse la professione di avvocato.
Fu eletto alla Camera dei deputati del Regno d'Italia per la XXII e XXIII legislatura. Morì nel 1910, durante il suo secondo mandato.